# 海萬瓦亞 (亞利桑那州)
海萬瓦亞（英語：Haivan Vaya）是位於美國亞利桑那州皮馬縣的一個非建制地區。該地的面積和人口皆未知。

## 地理
海萬瓦亞的座標為31°36′35″N 111°52′24″W / 31.60972°N 111.87333°W，而該地的平均海拔高度為866米（即2841英尺）。